# Pararge superlata
Pararge superlata är en fjärilsart som beskrevs av Ruggero Verity 1927. Pararge superlata ingår i släktet Pararge och familjen praktfjärilar. Inga underarter finns listade i Catalogue of Life.